# 耶律敵烈
耶律敵烈（？—979年），字巴速堇，为辽太宗第四子，宫人萧氏所生。
959年十二月，和前宣徽使耶律海思、萧达干谋反，被人告发，没有成功。969年，被封为冀王。976年九月，奉命和南府宰相耶律沙率领军马帮助北汉对抗北宋，得胜。979年三月，作为监军，和耶律沙援助被宋太宗攻打的北汉，在白马岭（今山西省盂县东北），耶律敵烈为先锋冒进山涧，和儿子耶律哇哥被宋军伏击阵亡。

## 传記資料
- 《遼史》皇子表